# Denis Martin Tapsoba
Denis Martin Tapsoba, né le 6 juillet 1916 à Ouagadougou et mort le 13 mars 2008 dans la même ville, est un évêque catholique burkinabé et membre des Missionnaires d'Afrique.

## Biographie

### Enfance et études
Denis Martin Tapsoba naît le 6 juillet 1916 au quartier Gounghin à Ouagadougou. Membre de la famille princière du Gounghin Naaba, il est le fils de Grégoire Tapsoba et Jeanne Zida. Il est baptisé le 13 août 1916 . Après ses études primaires à l’école de la mission de Ouagadougou, il entre au petit séminaire de Pabré en septembre 1929 à l'âge de 13 ans. Il y fait 5 ans d'études avant d’intégrer le grand séminaire de Koumi. Il étudie la sociologie à l’Institut catholique de Paris où il obtient sa licence.  

### Prêtrise
Le 6 mai 1944  Martin Tapsoba est ordonné prêtre diocésain à Ouagadougou par Joanny Thévenoud. Il est ensuite nommé vicaire à Réo, qui appartient alors au vicariat apostolique de Ouagadougou. En  juillet 1950, il part faire son noviciat en France à Maison carrée. Il s’engage chez les Missionnaires d’Afrique à Mours. Il y prononce son serment missionnaire le 28 septembre 1952 et devient prêtre à l'âge de 27 ans. 

#### Retour au Burkina
Après l'obtention de sa licence en sociologie à Institut catholique de Paris, il revient dans le diocèse de Koudougou le 28 janvier 1954. Il devient aumônier national de l’action catholique le 24 juin 1958.
Deux ans plus tard, le 25 septembre 1960, il est nommé curé de la cathédrale Saint- Augustin à Koudougou. Il devient le supérieur de la paroisse.

### Evêque
Après cinq années en paroisse, le 15 mars 1966,  il est nommé évêque du diocèse de Ouahigouya à la suite de la mort de Louis-Marie-Joseph Durrieu, le 31 mai 1965.
Le 16 octobre 1966 il reçoit sa consécration épiscopale à Vienne en Autriche des mains du cardinal Franz König, assisté de l'archevêque Franz Jáchym et de l'évêque Julius Angerhausen.
Le 8 novembre 1984 il démissionne de son siège à l'âge de 68 ans pour des raisons de santé.

## Distinctions
- 21 janvier 2000, il est fait commandeur de l'Ordre national du Burkina Faso[2].

## Décès
Denis Martin Tapsoba meurt le 13 mars 2008, à Ouagadougou, à l'âge de 91 ans.
Son corps est exposé à la cathédrale de Ouahigouya, où la messe d'enterrement et l'inhumation ont eu lieu le lundi 17 mars.